# Kev Koko
Kev Koko (* 31. Oktober 1993 in Berlin; bürgerlich Kevin Lucas Kozicki) ist ein Musikproduzent, DJ und Sänger aus Berlin-Spandau, der überwiegend Rap, House und Indie-Pop produziert.

## Leben und Werk
Kozicki wuchs in Berlin-Spandau auf, besuchte das Gymnasium und erwarb dort sein Abitur.
Er war Gründungsmitglied des Berliner Techno-Projekts FJAAK. Im Januar 2019 gab FJAAK jedoch bekannt, dass Kozicki kein Mitglied mehr sei. Daraufhin veröffentlichte Kozicki seine Musik als Solokünstler über die Musiklabel EGM und Live From Earth. Bei letzterem steht Kev Koko inzwischen nicht mehr unter Vertrag. Mit Live From Earth trat er 2019 unter anderem im Berghain auf. 2020 nahm er an zusammen mit DJ Gigola an United We Stream teil. Im Dezember 2021 kürte Diffus ihn zu einem der 10 besten Newcomer des Jahres.
Als Komponist war er unter anderem für den deutschen Sänger Clueso und das Indie-Pop-Duo Milky Chance tätig, als Produzent etwa für die deutschsprachigen Rap-Musiker RAF Camora, Ski Aggu, Pashanim, Yung Hurn, Makko, Symba und Lucio101. Der von Kev Koko mitproduzierte Titel Liebe Grüße von RAF Camora und Ski Aggu erreichte Platz eins der deutschen und Platz zwei der Schweizer Singlcharts. Der Titel Mietfrei von Ski Aggu und Sira, welcher ebenfalls von Kev Koko mitproduziert wurde erreichte Platz 5 der deutschen Singlecharts, Platz 6 in der Schweiz und Platz 22 in Österreich. Der von Kev Koko komponierte und produzierte Titel Tmm ich beschütz dich von Symba erreichte Platz 25 der deutschen Singlecharts. Junge CEOs von Pashanim, ebenfalls komponiert und produziert von Kev Koko, erreichte Platz 45, Holiday Inn von Symba Platz 52 und Tanzen von Clueso Platz 58. Im Jahr 2022 steuerte Kozicki einen der beiden offiziellen Remixe neben der verlangsamten Version des Nummer-eins-Hits Nachts wach von Miksu / Macloud und Makko bei. Als Schauspieler tritt Kozicki in dem Musikvideo zu Mo–So des Wiener Rappers Yung Hurn auf.

## Stil
Neben Rap, House und Indie-Pop produziert Kozicki immer wieder Musik aus anderen Genres. Dazu gehören unter anderem Pop, Trap, Deep House, UK Garage und R&B. Meist singt Kev Koko auf Englisch – häufig mit einer Kopfstimme. Beispielhaft dafür ist Kozickis Titel Little Miss Sunshine. Ein häufig verwendetes Element in Kozickis Produktionen sind Synthesizer-Melodien wie in Junge CEOs von Pashanim oder Roof. Kozicki verbindet und vermischt zudem häufig House- und Trap-Elemente.

## Diskografie (Auswahl)
Alben
- 2023: House Party
- 2024: Playground

EPs
- 2019: Tender Trance (mit DJ Gigola)
- 2020: Sueño (mit DJ Gigola)
- 2022: Delusions of Grandeur
- 2022: No Es Amor (mit DJ Gigola & Perra Imundo)

Singles
- 2020: 1st of July
- 2021: Little Miss Sunshine
- 2021: Highway (mit Koogan)
- 2021: Pushe Packs (mit Bauernfeind feat. Pashanim)
- 2021: Roof
- 2022: Coming For You
- 2022: Lift You Up
- 2023: Primavera (mit Alcatraz)
- 2023: Bad (mit Ceren)
- 2023: Baddies In Da Club (mit Perra Inmunda & P.Vanillaboy)
- 2023: A Minute Or Two
- 2023: Wherever You Are

Gastbeiträge
- 2021: Makko – Zu viel on my Mind (feat. Kev Koko)

Remixe
- 2019: Krampf – LSD XTC (DJ Gigola and Kev Koko Paranoia Mix)
- 2022: Miksu/Macloud x Makko – Nachts wach (Kev Koko RMX)
- 2024: Ski Aggu – Z0RNIG [2024] – Kev Koko Remix

Kompilationsbeiträge
- 2021: H.Q. 76/77 (mit Cressida & Instant Distant)

Autorenbeteiligungen (Auswahl)
- 2019: The Game (Milky Chance)
- 2019: Rush (Milky Chance)
- 2019: Scarlet Paintings (Milky Chance)
- 2019: Window (Milky Chance)
- 2020: Tanzen (Clueso)
- 2020: Junge CEOs (Pashanim)
- 2020: Sportback (Pashanim)
- 2021: Holiday Inn (Symba)
- 2022: Tmm ich beschütz dich (Symba)
- 2022: Fehler fehlen (Clueso)
- 2022: Ferragamo (Pashanim)
- 2023: Skurr (Lucio101)
- 2023: Bagchaser Can (Pashanim)
- 2023: Wie willst du (Yung Hurn)
- 2023: Mietfrei (Ski Aggu & Sira)
- 2023: Liebe Grüße (Ski Aggu & RAF Camora)